# Tafadzwa Chikomba
Tafadzwa Chikomba (* 2001) ist ein simbabwischer Leichtathlet, der sich auf den Weitsprung spezialisiert hat.

## Sportliche Laufbahn
Erste internationale Erfahrungen sammelte Tafadzwa Chikomba im Jahr 2024, als er bei den Afrikameisterschaften in Douala mit 7,59 m den sechsten Platz im Weitsprung belegte.
2021 wurde Chikomba simbabwischer Meister im Weitsprung.